# Ginji – Der Schlächter
Ginji – Der Schlächter (jap. 人斬り銀次, Hitokiri Ginji) ist ein japanisches Psycho-Drama von Regisseur Takeshi Miyasaka aus dem Jahr 2003. 
Die Produktion erschien am 29. März 2003 als in Japan. In Deutschland erfolgte die DVD-Veröffentlichung am 3. Mai 2007.

## Handlung
Der junge Pilot Ginji Sonezaki, ein Flieger der japanischen Tokkōtai, kann sich mit der bedingungslosen Kapitulation Japans nicht abfinden. Diese Erklärung und der Verlust der beiden Geschwister verstärken in der Folge seine suizidale Tendenzen. Ein späterer Selbstmordversuch scheitert. Ginjis ehemaliger Vorgesetzter, Kuroda, bewahrt ihn durch das beherzte Eingreifen vom rituellen Freitod. Nachfolgend wird der heimatlos gewordene Ginji ein loyaler Mitarbeiter seines Lebensretters. Dennoch gelingt es ihm nicht, sich in die Nachkriegs-Gesellschaft einzugliedern.
Mit den Jahren wird Ginji in die dubiosen Machenschaften Kurodas verstrickt, eines zwielichtigen Geschäftsmannes mit politischen Ambitionen, der in den Kriegswirren diverse Vermögenswerte anhäuft. Eines Tages beobachtet er, wie Kuroda mit dem vom Militär entwickelten Stimulans Amphetamin illegal Handel treibt. Es kommt zu Unstimmigkeiten in deren Verlauf Kuroda einen unbewaffneten Kollegen ermordet. Augenzeuge Ginji flüchtet vom Tatort. Im Anschluss stellt er sich rachsüchtig gegen seinen einstigen Chef und stürmt mit einem Katana bewaffnet eine Lagerhalle, wo er in einem blutigen Massaker Kurodas Gefolgsleute niedermetzelt. Trotz erbittertem Kampf wird Ginji jedoch überwältigt, niedergestreckt und schließlich zu einer lebenslangen Haftstrafe verurteilt.
50 Jahre später kommt der inzwischen ergraute Ginji auf Veranlassung Kurodas frei. In einem Heim, welches kurzzeitig sein Quartier wird, erfährt der unter Traumas leidende legendäre „Schlächter“ vom kometenhaften Aufstieg seines Todfeindes. Kuroda ist inzwischen ehemaliger Premierminister; Einzelgänger Ginji misslingt derweil die Integration.
Als Obdachloser kommt er später dem jungen Südkoreaner Doo-han zu Hilfe, der am Rande der Gesellschaft lebend von einer brutalen Bande misshandelt wird. Aus Dank versorgt ihn der junge Mann, der ihn an den eigenen verstorbenen Großvater erinnert, mit Essen. Wenig später fliehen die beiden ungleichen Männer mit Hilfe der zierlichen Journalistin Miyoko, die gleichzeitig auch heimlich als Privatdetektivin für den japanischen Ex-Regierungschef arbeitet, in eine leer stehende Lagerhalle. Einstweilen versucht Miyoko Ginjis mysteriöse Lebensgeschichte neu aufzurollen, da sie ihr äußerst seltsam erscheint. Zudem sind sämtliche Akten jener Zeit spurlos verschwunden. Ginji schweigt aber zunächst beharrlich, ohne zu wissen, dass Miyoko seine Enkelin ist.
Als wenig später Doo-han von Unbekannten verschleppt wird, gibt Ginji seine selbst gewählte Passivität auf. Er stellt sich Unterweltgröße Ōmuta – einen dämonischen Charakter, der Ginji vor Jahrzehnten während des Blutbades kampfunfähig machte. Ōmuta hält außerdem Doo-han gefangen. Brutale Kampfhandlungen folgen. Ginji besiegt die Geister seiner Vergangenheit, in dem er den Kriminellen als auch dessen Gefolge richtet. Miyoko wird dabei tödlich verletzt. Am Ende gewährt Ginji seinem einstigen Todfeind Kuroda dessen letzten Wunsch und enthauptet ihn. Im Anschluss übergibt er Doo-han seine Ersparnisse mit der Bitte Japan zu verlassen.

## Kritiken
Das Lexikon des internationalen Films vermerkt, die Produktion ist ein „ausgesprochen harter, in verschachtelten Rückblenden erzählter Gangsterfilm“.